# Registrace jízdních kol
Registrace jízdních kol a jejich identifikační značení jsou nepovinně používány zejména jako ochrana proti krádeži. Jízdní kola jakožto samostatná nemotorová vozidla nepodléhají registraci v centrálním registru vozidel, nemají státní poznávací značku ani VIN. Většina výrobců razí na rám výrobní číslo, v Dánsku je značení VIN od roku 1942 pro jízdní kola povinné, od roku 1948 je zakázáno prodávat jízdní kola bez tohoto značení a neznačená kola jsou nepojistitelná. V České republice existují dva na sobě nezávislé centrální systémy evidence jízdních kol, z nichž každý spolupracuje s některými městy a obcemi. Systém CEREK, založený roku 2013 a provozovaný soukromou společností s ručením omezeným, původně evidoval kola na základě čísel vyražených v rámu kola, později přidal i samolepky s QR kódem a funguje na komerční bázi. Systém REFIZ je provozován spolkem Asociace forenzního identifikačního značení (AFIZ), založeným roku 2015, a registruje jízdní kola a invalidní vozíky označené pomocí australské technologie syntetickou DNA, využívá přitom výrazněji finanční i propagační podporu ministerstva vnitra. 

## Označení velocipedů číslem legitimačního lístku
Jízdní řád po velocipedisty vydaný pražským policejním ředitelstvím 22. května 1896 stanovil pro obvod pražského policejního ředitelství povinnost, aby každý velociped byl opatřen tabulkou s číslem, jež se velocipedistovi u c.k. policejního řiditelství zároveň s legitimačním lístkem vydá, a která budiž připevněna na řídítku vodorovně směrem ku předu tak, aby číslo zřetelně viditelným bylo. Obdobné ustanovení obsahoval už jízdní řád pro bicykle a tricykle ze dne 5. února 1893. Cizí velocipedisté, kteří se na území pražského policejního obvodu nezdrželi více než jeden den, legitimační lístek a označení velocipedu mít nemuseli. K užívání tří- nebo čtyřkolového velocipedu sloužícího k dopravě zboží nebyl legitimační lístek potřeba, stroj měl být označen majitelovým jménem a bydlištěm. Podobné ustanovení obsahoval i Jízdní řád pro bicykle a tricykle platný pro obvod města Budějovice, uvedený na tiskopisu cyklistického průkazu vydaného roku 1905. Podle něj velociped „budiž opatřen zřejmě viditelným číslem legitimačního lístku“. Tato označení ovšem nesloužila jako ochrana proti krádeži, ale především jako identifikace cyklisty v provozu.

## Lokální systémy značení
V České republice byla před zavedením celostátních registrů v některých městech prováděna Policií ČR nebo obecní policií registrace jízdních kol v rámci lokálních systémů. Šlo o různé metody označování pomocí čipů, čárovým kódem, QR kódem, hologramy či mikrotečkami, pískováním nebo vyrážením čísel do rámu.

## Forenzní značení „syntetickou DNA“
Nové forenzní značení užívá technologie mikroteček s obsahem syntetického kódu DNA doplněné varovnými samolepkami informujícími o ochraně jízdního kola a využívá rozsáhlé mezinárodní databáze chráněných předmětů. Označená kola jde s pomocí databáze rychle určit a značení poslouží též jako důkaz jejich identity. Takto označené jízdní kolo se stává pro nelegálního držitele bezcennou, neprodejnou a nebezpečnou věcí. Bezpečnostním identifikačním značením je možné označit a následně identifikovat jakýkoliv předmět. Syntetická DNA je netoxická a zdravotně nezávadná látka, která po zaschnutí je pouhým okem neviditelná a bez viditelného poškození je neodstranitelná. Jedinečný kód australské DataDotDNA technologie je obsažen v roztoku lepidla a ultrafialové složky. Identifikace označených míst je dvoustupňová, UV lampou a mikroskopem. Nátěr lze na kole odhalit a přečíst jen se speciální přenosnou čtečkou.

## Aplikace v České republice
V srpnu 2013 začala Ostrava jako první město v Česku cyklistům nabízet bezplatné značení kol syntetickou DNA. Do 18. listopadu téhož roku toho využilo 630 lidí. V roce 2013 prováděla v Česku toto značení jen městská policie v Kroměříži, a to v menším počtu, na rok 2014 se pak chystaly Opava, Frýdek-Místek (kde dosud žádný registr jízdních kol neměli) a další města. Ve Frýdku-Místku chtěli strážníci značit kola zdarma na cyklostezkách. Prodleva byla způsobena tím, že jednotlivá města žádala o dotace na značení u ministerstva vnitra.
Městská policie v Prostějově v rámci Programu prevence kriminality ve městě Prostějově pro rok 2017 od 1. září 2017 do konce roku 2017 nabídla zdarma označení 200 jízdních kol a invalidních vozíků dle zájmu.
Podobně proběhl projekt Mělník – Forenzní značení jízdních kol 2017, město Mělník dostalo na projekt dotaci ministerstva vnitra. Projekt byl představen veřejnosti dne 9. září 2017 v Centru prevence kriminality a dopravní výchovy při akci Rozjíždíme to s Kašpárkem. Pro občany obcí v obvodu obce s rozšířenou působností Mělník starší 15 let bylo značení zdarma.
Podobné akce proběhly i v řadě dalších měst. V roce 2016 ministerstvo vnitra 2016 oznámilo vstup registru REFIZ na Slovensko formou odborného semináře v Žilině.

## Centrální registry v Česku
Tomáš Koníček z odboru prevence kriminality ministerstva vnitra v roce 2013 v souvislosti se zavedením forenzního značení syntetickou DNA podpořil myšlenku vzniku dobrovolného centrálního registru kol. Dosavadní registry většinou existovaly jen s působností na území jednoho města, v mnoha městech žádné neexistovaly. Uvedl ale, že ministerstvo ani policie by takový registr zřizovat neměla, s tím, že ve světě to dělají pojišťovny a měly by na tom mít zájem i v Česku.
Na webu se prezentuje Centrální registr jízdních kol pro ČR CEREK, kterou provozuje obchodní společnost CEREK – evidence jízdních kol s.r.o. Ten uvádí za počátek projektu CEREK rok 2013. Tato evidence je založena na jedinečném výrobním číslu rámu jízdního kola, které je uvedeno na spodní části rámu mezi pedály nebo v záručním listu. Cena registrace v tomto systému je 99 Kč na 5 let. CEREK nabízí též přikoupení inteligentní ochranné známky pro fyzické označení jízdního kola, což je odolná polykarbonátová nálepka s QR kódem. Cena této známky spolu s registrací je 349 Kč. Společnost uvádí formou interaktivní mapy jako své partnery desítky městských policií a cykloprodejen převážně po České republice. Majiteli společnosti jsou tři fyzické osoby, největší podíl (40 %) má Martin O'Malley z Brna.
Součástí značení jízdních kol syntetickou DNA je i jejich registrace do jednotlivých lokálních registrů jednotlivých měst – městských policií, nebo Policie ČR, které jsou pak propojeny s Národním registrem REFIZ, který je přístupný z celé ČR a je veden spolkem Asociace forenzního identifikačního značení (AFIZ). K 28. březnu 2016 bylo takto v REVIZ registrovaných 6522 jízdních kol, z toho 45 odcizených. Národní registr REFIZ provozuje Asociace forenzního identifikačního značení, zapsaný spolek. Registr vznikl na základě požadavku Policie ČR a městských / obecních policií na sloučení jednotlivých firemních databází výrobců forenzního identifikačního značení pro usnadnění přístupu do databází a identifikace předmětů, za účelem zajištění jejich autenticity a nevyvratitelné provázanosti s majitelem, a kvůli propojení místních registrů předmětů značených obcemi nebo obecními policiemi. Národní registr REFIZ je připraven stát se mezinárodním registrem v rámci rozbíhající se příhraniční spolupráce s Polskem a Slovenskem. Asociace na svém webu neuvádí seznam svých členů, umožňuje však kolektivní i individuální členství, předsedou je od počátku Ing. Václav Svachouček, CSc. Spolek byl dle spolkového rejstříku založen 11. března 2015. Jako garant forenzního identifikačního značení v ČR je na stránkách ministerstva vnitra uváděn Bc. Jaromír Kolářík.
Asociace AFIZ 1. 1. 2019 uvádí na neaktualizované stránce svého webu 11 zapojených měst: Ostrava, Karviná, Frýdek-Místek, Orlová, Opava, Příbor, Plzeň, Jeseník, Kroměříž, Hlučín. K 12. květnu 2016 byly k REFIZ připojeny lokální systémy 17 měst, resp. městských policií, k výše jmenovaným přibyly Krnov, Vítkov, Bílovec, Český Těšín,Nový Jičín, Domažlice a Rumburk. Systém se rozšířil i na řadu dalších měst, o čemž svědčí články na mnoha městských webech a v regionálním zpravodajství. 
Oba centrální registry na sebe navzájem neodkazují a na jejich webech není známka toho, že by navzájem spolupracovaly nebo sdílely data. CEREK ve své propagaci píše o zaregistrování do celoevropské databáze.
Krom toho existují i další projekty pro evidenci jízdních kol, například web KradenáKola.cz, který vznikl rovněž v roce 2013, ale nemá své vlastní specifické značení a registrace jízdního kola pomocí sériového čísla rámu je zde bezplatná.